# Štefan Mačák
Štefan Mačák (ur. 13 stycznia 1985) – słowacki szachista, mistrz międzynarodowy od 2008 roku.

## Kariera szachowa
Był wielokrotnym finalistą mistrzostw Słowacji juniorów, reprezentował również swój kraj na mistrzostwach Europy juniorów do lat 16 (Halkidiki, 2001) oraz mistrzostwach świata do lat 18 (Halkidiki, 2003) i do lat 20 (dwukrotnie: Goa, 2002 oraz Stambuł, 2005). Do końca 2007 r. nie odniósł żadnych znaczących międzynarodowych sukcesów, ani razu nie przekraczając progu 2400 punktów rankingowych, nie zdobywając również międzynarodowego tytułu. Do wyróżniających się wyników w tym okresie zaliczyć może dz. III m. w słabo obsadzonym otwartym turnieju w Bratysławie (2003), dz. III m. (za Robertem Tibenskym i Mikulasem Manikiem) w kołowym turnieju w Preszowie (2004) oraz dwukrotnie dz. IV m. w otwartych indywidualnych mistrzostwach Słowacji (2005 i 2007). W styczniu 2008 r. podzielił III m. (za Saptarshim Royem Chowdhurym i Viestursem Meijersem, wspólnie z m.in. Peterem Vavrakiem, Eduardem Meduną i Markiem Vokacem) w turnieju open w Pradze, a następnie w ciągu zaledwie jednego okresu rankingowego (pomiędzy kwietniem a lipcem 2008 r.) uzyskał niespotykanie wysoki przyrost 215 punktów, na który złożyły się samodzielne zwycięstwo w Calvi (z wynikiem 8 pkt w 9 partiach, przed m.in. Alberto Davidem, Mohamadem Al-Modiahkim i Miso Cebalo) oraz dobre występy na turniejach w Differdange (6/9), La Rodzie (6½/9), Płowdiw (6/11, indywidualne mistrzostwa Europy), Olbii (4½/9, Mitropa Cup) i w drużynowych mistrzostwach Słowacji w sezonie 2007/08 (7½/9). Dzięki tym wynikom otrzymał tytuł mistrza międzynarodowego oraz awansował do ścisłej krajowej czołówki.
Najwyższy ranking w dotychczasowej karierze osiągnął 1 lipca 2008 r., z wynikiem 2557 punktów zajmował wówczas 3. miejsce wśród słowackich szachistów.